# Elecciones presidenciales de Estados Unidos de 2008 en Illinois
Las Elecciones presidenciales de Estados Unidos en Illinois de 2008 se llevó a cabo el 4 de noviembre de 2008 y formó parte de la Elecciones presidenciales de Estados Unidos de 2008. Los votantes eligieron 21 representantes o electores para el  Colegio Electoral, quienes votaron por  presidente y  vicepresidente.
Barack Obama ganó la carrera en su estado natal con un margen de victoria del 25.1 por ciento. Antes de la elección, todas las principales organizaciones de noticias consideraban que este era un estado que Obama ganaría, o que de otro modo se consideraría como un estado seguro Estados rojos y estados azules. Como uno de los [estados azules] más confiables de la nación, Illinois no ha votado por un candidato presidencial republicano desde  1988, cuando George H.W. Bush llevó al estado por poco. En 2008, continuando esa tendencia, parecía que un candidato presidencial demócrata genérico podría haber ganado fácilmente Illinois. Por lo tanto, no sorprendió a nadie que Barack Obama, quien representó a Illinois en el  EE. UU. Senado, ganó Illinois en 2008 sobre Republicano John McCain en una victoria aplastante, asegurando cerca del 62 por ciento del total de votos.
A partir de las  2016, esta es la última vez que un demócrata ganó los siguientes condados:  Boone,  Bureu,  Cass,  Calhoun,  Coles,  Gallatin,  Grundy,  Kankakee,  Kendall,  LaSalle,  Macon,  Macoupin,  Madison,  Mason,  McDonough,  McHenry,  McLean,  Montgomery,  Pulaski,  Sangamon,  Schuyler,  Stephenson, y  Vermillion.
- Datos: Q3586514
- Multimedia: United States presidential election in Illinois, 2008 / Q3586514